# Selin Yeninci
Selin Yeninci (Estambul, 16 de enero de 1988) es una actriz y modelo turca, conocida por interpretar el papel de Saniye Taşkın en la serie Bir Zamanlar Çukurova.

## Biografía
Selin Yeninci nació el 16 de enero de 1988 en Estambul (Turquía), y tiene un hermano llamado Okan Yeninci.

## Carrera
Selin Yeninci se graduó en 2006 de la escuela secundaria İzmir Atatürk, donde fue directora del departamento de teatro. En 2011 terminó sus estudios en la facultad de bellas artes de la Universidad Dokuz Eylul. Después de graduarse se unió a Oyun Atölyesi, donde protagonizó junto a Haluk Bilginer las adaptaciones de Macbeth, La nuit de Valognes, etc.
En 2011 hizo su primera aparición como actriz en la serie Cennetin Sırları. En 2013 interpretó el papel de Pizza Seller Girl en la serie Galip Derviş. En 2013 y 2014 protagonizó la serie Vicdan. En 2014 interpretó el papel de Neslihan en la película Toz Ruhu dirigida por Nesimi Yetik. En el mismo año interpretó el papel de Ebru en la película Olur Olur dirigida por Kerem Çakiroglu.
En 2015 protagonizó la serie Ah Neriman y Tatlı Küçük Yalancılar. Al año siguiente, en 2016, interpretó el papel de Nese en la serie Kaçın Kurası. En 2017 ocupó el papel de Melisa en la serie Yüz Yüze. Al año siguiente, en 2018, interpretó el papel de Merve en la serie Avlu. De 2018 a 2022 fue elegida para interpretar el papel de Saniye Taşkın en la serie de ATV Bir Zamanlar Çukurova y donde actuó junto a actores como Hilal Altınbilek, Uğur Güneş, Murat Ünalmış, Vahide Perçin, Bülent Polat, Selin Genç y Furkan Palalı.
En el 2020 protagonizó la película Nasipse Adayız dirigida por Ercan Kesal. En el mismo año ocupó el papel de Arzu en la película You Know Him dirigida por Ercan Kesal. En 2021 interpretó el papel de Gül en la serie web Ilk Ve Son. Al año siguiente, en 2022, interpretó el papel de Zeynep en la película Kurak Günler dirigida por Emin Alper. En el mismo año ocupó el papel de Meryem en la serie Annenin Sırrıdır Çocuk.

## Filmografía

### Cine
| Año  | Título         | Personaje | Director        |
| ---- | -------------- | --------- | --------------- |
| 2014 | Toz Ruhu       | Neslihan  | Nesimi Yetik    |
| 2014 | Olur Olur      | Ebru      | Kerem Çakiroglu |
| 2020 | Nasipse Adayiz | Arzu      | Ercan Kesal     |
| 2020 | You Know Him   |           | Ercan Kesal     |
| 2022 | Kurak Günler   | Zeynep    | Emin Alper      |

### Televisión
| Año       | Título                 | Personaje         | Notas         |
| --------- | ---------------------- | ----------------- | ------------- |
| 2011      | Cennetin Sırları       |                   | 3 episodios   |
| 2013      | Galip Derviş           | Pizza Seller Girl | 1 episodio    |
| 2013-2014 | Vicdan                 |                   | 7 episodios   |
| 2015      | Ah Neriman             | Gönül             | 1 episodio    |
| 2015      | Tatlı Küçük Yalancılar |                   | 3 episodios   |
| 2016      | Kaçın Kurası           | Nese              | 4 episodios   |
| 2017      | Yüz Yüze               | Melisa            | 1 episodio    |
| 2018      | Avlu                   | Merve             | 2 episodios   |
| 2018-2022 | Bir Zamanlar Çukurova  | Saniye Taşkın     | 121 episodios |
| 2021      | Ilk Ve Son             | Zeynep            | 2 episodios   |
| 2022      | Annenin Sırrıdır Çocuk | Meryem            | 11 episodios  |

### Web TV
| Año  | Título      | Personaje | Notas       |
| ---- | ----------- | --------- | ----------- |
| 2021 | İlk ve hijo | Gül       | 2 episodios |

## Premios y reconocimientos
Festival de Cine de Adana
| Año  | Categoría               | Trabajo        | Resultado | Notas            |
| ---- | ----------------------- | -------------- | --------- | ---------------- |
| 2020 | Mejor actriz de reparto | Nasipse Adayız | Ganadora  | [ 17 ]           |
| 2020 | Mejor actriz de reparto |                | Ganadora  | Con Seda Turkmen |

Premios de la Asociación de Críticos de Cine de Turquía (SIYAD)
| Año  | Categoría               | Trabajo      | Resultado |
| ---- | ----------------------- | ------------ | --------- |
| 2020 | Mejor actriz de reparto | You Know Him | Ganadora  |

Premios de la Juventud de Turquía
| Año  | Categoría                             | Trabajo               | Resultado | Notas  |
| ---- | ------------------------------------- | --------------------- | --------- | ------ |
| 2020 | Mejor actriz de televisión de reparto | Bir Zamanlar Çukurova | Ganadora  | [ 18 ] |

53.ª edición de los premios de la Asociación de Escritores de Cine
| Año  | Categoría                             | Trabajo        | Resultado |
| ---- | ------------------------------------- | -------------- | --------- |
| 2020 | Mejor actriz de televisión de reparto | Nasipse Adayız | Ganadora  |